# Nikolaus Joseph von Jacquin
Nikolaus Joseph von Jacquin (Leiden, Provincias Unidas de los Países Bajos; 16 de febrero de 1727-Viena, Imperio austríaco, 26 de octubre de 1817) fue un médico, biólogo y botánico austriaco nacido en los Países Bajos.

## Biografía
Era hijo de un próspero artesano textil del terciopelo de Leiden (Holanda), Claudius Nikolaus Jacquin, y de Siegeberta von Henningen.
Los orígenes de la familia Jacquin estaban en Francia, y eran católicos, un hecho de mucha importancia en su carrera. No había escuelas católicas en Leiden en los inicios del siglo XVIII, por lo que su padre lo mandó al colegio de los jesuitas de Amberes. Empezó a asistir a la Universidad de Lovaina, y entonces volvió a la casa familiar para estudiar Medicina y Botánica en la Universidad de Leiden. Aquí uno de sus profesores fue Adriaan van Royen (1704-1779), un validador de la reforma linneana de la sistemática botánica, y además fue influido por otros linneanos convencidos: Jan Fredrik Gronovius (1690-1762) y su hijo, Laurens Theodoor (1730-1773). Este último está acreditado como el que más influyó para que Jacquin se decantara hacia lo que podría ser una larga carrera en la Botánica. Sus hijos menores, Emil Gottfried (1767–1792), y su hija, Franziska (1769–1850), fueron amigos de Wolfgang Amadeus Mozart quien les dedicó varias de sus obras.
De 1750 a 1752, Jacquin continuó sus estudios de Medicina en París, donde conoció a los famosos hermanos Antoine Jussieu (1686-1758) y Bernard Jussieu (1699-1777). Asistió a las enseñanzas botánicas del primero y tomó parte en las excursiones botánicas del último, donde acrecentó su interés por la ciencia Botánica.
En 1752, siguiendo los consejos de un amigo de la familia y antiguo médico de Leiden, Jacquin abandonó París para irse a Viena, donde esperaba completar sus estudios médicos. Su amigo era Gerard van Swieten (1700-1772), quien había practicado la medicina y enseñado en la Universidad de Leiden, pero como católico había encontrado la vida académica de Leiden inhóspita. Cuando la emperatriz austriaca María Teresa I le ofreció el puesto de doctor de la Corte austriaca, además del puesto de profesor en la Facultad de Medicina, aceptó muy agradecido, y dejó Leiden para establecerse en Viena en 1745.
Jacquin descubrió en Viena que su patrocinador, Van Swieten, además de sus obligaciones como médico, desempeñaba un papel primordial en el trazado de los jardines del Palacio de Schönbrunn. Fue un visitante asiduo de los jardines, conoció al Emperador Francisco I y fue invitado a un viaje botánico de recolección de especímenes por Centroamérica, financiado por la Corte Imperial.
Con Martinica como base de operaciones, visitó numerosas islas del Caribe, como San Vicente, Granada, Aruba,  Curazao, San Cristóbal y otras. También visitó las regiones costeras de Venezuela y Colombia, Haití en 1757-58; Jamaica en 1758; Cuba en 1759. Jacquin fue el primer botánico en traer a casa una colección de dibujos de tales lugares como St. Eustatius, Curazao, San Martín e Isla de Granada.
Envió siete colecciones de plantas y animales a Viena. En 1759 volvió con un gran muestrario de animales, semillas y muestras etnológicas, además de minerales y ejemplares vivos de animales y plantas.
- En 1762, fue nombrado presidente para asuntos de Minas y Minerales en la Academia de Minería recién fundada en Schemnitz.
- En 1768, fue nombrado Profesor de Botánica y de Química, llegando a ocupar el cargo de Director de los Jardines Botánicos de la Universidad de Viena.
- En 1809, llegó a ser el rector de la Universidad de Viena.

Fue sucedido en la Universidad de Viena por su hijo, Joseph Franz von Jacquin.

## Obra
- Su primera publicación sobre las plantas americanas Enumeratio systematica plantarum, 1760
- Seguida de Selectarum stirpium americanorum historia, 1763
- Enumeratio stirpium, 1762
- Observationes botanicae, 4 v. 1764
- Florae austriaceae, 5 v. 1773-1778
- Hortus botanicus Vindobonensis 5 v. 1770—1776
- Selectarum stirpium americanarum historia, 1763 a 1780
- Icones plantarum rariorum, 3 v. 1781-1793
- Collectanea ad botanicam, chemiam et historiam naturalem spectantia 1786—1796, 5 s.
- Plantarum rariorum caesari schoenbrunnensis descriptiones et icones, 4 v. 1797-1804
- Anleitung zur Pflanzenkenntniss nach Linne’s Methode. 1785
- Stapeliarum in hortis Vindobonensibus cultarum descriptiones, 1806
- Dreyhundert auserlesene amerikanische Gewächse nach linneischer Ordnung con Zorn, Johannes.
- Fragmenta Botanica 1804–1809 (1809)

## Eponimia
A un género de orquídeas de la familia Orchidaceae le dio Schlechter su nombre en 1920 en su honor, son las Jacquiniella, que comprenden una docena de especies epífitas que se encuentran en Centroamérica y parte de Sudamérica.

- (Theophrastaceae) Jacquinia L.[1]

## Jacquin en Venezuela
En 1745 viaja a América con el propósito de colectar plantas y otros objetos de historia natural para los Jardines Botánicos Imperiales de Schönbrunn, en Viena. Visita Martinica, Saint Vincent, Grenada, Aruba, Saint Kitts, Haití , Jamaica, Cuba, Saint Eustatius, Curaçao, Saint Maarten y Grenada.
Llega a la capitanía general de Venezuela (actual Venezuela) entre fines de 1758 y principios de 1759. Jacquin es un botánico integral; recogía cuidadosamente el material que le serviría para el estudio taxonómico, escribía en latín la descripción morfológica y otros detalles de la planta clasificada y finalmente pintaba con acuarela la flor, el tallo, las hojas y cualquier característica especial de la planta.
Jacquin es uno de los mejores especialistas en botánica en la Europa del siglo XVIII, lo cual es corroborado por el barón Alexander von Humboldt, quien escribió en su autobiografía que, antes de ir al continente americano, viajó expresamente a Viena para aprovechar los consejos de Jacquin. En su obra Icones Plantarum Rariorum describe 97 especies del continente americano, de las cuales 47 corresponden a Venezuela. Jacquin le dio el nombre de Caracas a 3 plantas: Cassia caracasana, Paullinia caracasana y Urtica caracasana.
En el Selectarum Stirpium Americanarum Historio (en español: Historia de vegetales selectos de América) describe 6 especies venezolanas, de las cuales 3 son de Coro; a una de ellas le da el nombre de la ciudad: Acalypha corensis. También describe una orquídea Epidendrum violaceum Jacq. Lamentablemente, esta orquídea no presenta ilustración. En efecto, admite que la vio sólo desde lejos "sobre un cardón altísimo" en un toque en la costa de Coro y, por falta de tiempo y las dificultades para alcanzarla, no pudo colectarla. Algunos botánicos actuales señalan que posiblemente podría tratarse de lo que hoy conocemos como Schomburgkia (o Myrmecophylla) humboldti.
Es el barón Jacquin quien identificará las plantas colectadas en Venezuela por la expedición del profesor Franz Joseph Márter (1753-1827), cuyo objetivo era también el de recolectar plantas exóticas en el continente americano.